# Джеваншир
Джеваншир (также Джуаншер, Джаваншир; от перс. Javān Šīr‎ — молодой лев; ? — 681) — князь Алуанка (Кавказской Албании) из династии Михранидов, правитель феодального владения Гардман, являвшегося личным доменом династии.

## Биография
Отец Джеваншира, Вараз-Григор, стал первым правителем Гардмана, получившим титул князя всего Алуанка (Кавказской Албании). Сам Джеваншир правил Кавказской Албанией в 642—681 годах. До этого он в течение семи лет возглавлял албанское войско в войне сасанидского Ирана против арабов. Согласно Мовсесу Каланкатуаци, за успешное участие в сражении против арабов сасанидский царь Йездегерд III
почтил его выше всех: его опоясали золотым поясом, унизанным жемчугом, (навесили) меч, дали ему браслеты на руки, прекрасный венец па голову, жемчужные повязки и много ниток жемчуга вокруг ею шеи; одели его в чёрные шаровары… и в шёлковое тканое платье с золотой вышивкой.
Вместе с армянским князем Мушегом Мамиконяном и владетелем армянской области Сюник Григорием в 636 году участвовал в сражении против арабов у Кадисии на стороне сасанидских войск.
В 660 году заключил союз с Византией против Арабского халифата, однако уже в 667 году, под угрозой нашествий арабов с юга и хазар с севера, признал себя вассалом Халифата, что стало поворотным пунктом в истории страны и способствовало её исламизации. Был убит в результате заговора крупных феодалов, боровшихся против централизации княжеской власти. В начале VIII века Албания была завоёвана Халифатом и в 705 власть Михранидов была упразднена.
Во время его правления и, вероятно, по его указанию был написан главный первоисточник по истории Джеваншира — «История страны Алуанк» армянского историка Мовсеса Каланкатуаци.

## Джеваншир в культуре
Был нам лампадой истинного мира,

Был кормчим, покоряющим бешеные волны,

Наш доблестный [князь] Джуаншер,

Усмиряющий гнев пленителей всяких...
В VII веке армянский поэт Давтак Кертог создал элегию «Плач на смерть великого князя Джуаншера», написанную акростихом из 36 строк по числу букв в армянском алфавите. Мовсес Каланкатуаци упоминает:
И когда весть о неожиданном убийстве великого полководца пронеслась по нашей стране Восточной, он сочинил этот плач о благодетельном Джуаншере…
Образы Джаваншира создали такие азербайджанские художники, как Камиль Ханларов («Джаваншир в борьбе с Арабским халифатом» для Музея имени Низами в Баку и «Джаваншир» 1956 года), А. Кязымова («Битва Джаваншира с арабами», хранящийся в Музее истории Азербайджана). Азербайджанским скульптором Фуадом Абдурахмановым в 1943 году был выполнен барельеф Джеваншира. Пьеса «Джаваншир» (1945) азербайджанского писателя Мехти Гусейна посвящена Джеванширу.